# Keuphylia nodosa
Keuphylia nodosa là một loài chân đều trong họ Keuphyliidae. Loài này được Bruce miêu tả khoa học năm 1980.